# بنی، کنگو
بنی، کنگو (به لاتین: Beni, Democratic Republic of the Congo) یک منطقهٔ مسکونی در جمهوری دموکراتیک کنگو است که در North Kivu واقع شده‌است. بنی ۲۳۱٬۹۵۲ نفر جمعیت دارد.